# Волгариця (присілок)
Волга́риця (рос. Волгарица) — присілок у складі Опарінського району Кіровської області, Росія. Входить до складу Стрільського сільського поселення.
Населення становить 1 особа (2010, 11 у 2002).
Національний склад станом на 2002 рік — росіяни 100 %.